# Важкі крейсери типу «Гокінс»
Важкі крейсери типу «Гокінс» (англ. Hawkins-class cruiser) — тип військових кораблів, важких крейсерів, що випускалися британськими суднобудівельними компаніями з 1916 до 1925 року для Королівського військово-морського флоту Великої Британії.
Кораблі цього типу, що отримали свої назви на честь флотоводців Єлизаветинської епохи, стали попередниками підтипу «важкий крейсер», які відповідно до умов Вашингтонського морського угод 1922 року були прийняті як еталонні зразки. Крейсери типу «Гокінс» на міждержавному рівні отримали назву: «Вашингтонські крейсери» (англ. Washington cruiser) і стали еталоном терміну «важкий крейсер», що мав максимальну граничну стандартну водотоннажність — 10 000 тонн і найбільший граничний калібр артилерійського озброєння — 203-мм.
З п'яти кораблів серії три («Гокінс», «Фробішер», «Еффінгем») билися в Другій світовій війні, як крейсери. «Кевендіш» був переобладнаний на авіаносець ще в часи Першої світової війни й застосовувався за призначенням; ще один, «Релі», затонув буквально за рік після введення до строю внаслідок корабельної аварії.

## Історія

### Передумови
8 грудня 1914 року у Фолклендському бою британський флот віцеадмірала Д.Старді розгромив крейсерську ескадру німецького флоту під командуванням віцеадмірала Максиміліана фон Шпее. Чимало часу і сил було витрачено на пошук і знищення вцілілого від переслідування залишків ескадри крейсера «Дрезден», а також інших німецьких рейдерів, які діяли на океанських просторах.
Вже на початковому етапі океанської крейсерської війни стало ясно, що німецькі крейсери не тільки не поступаються, але за окремими показниками навіть перевершують британські. Так, швидкісні показники кайзерівських легких крейсерів стали для британців неприємною несподіванкою. Виявилося, що у всьому Королівському флоті Великої Британії на той час немає жодного крейсера, здатного наздогнати німецький крейсер «Карлсруе», що володів 27-вузловою швидкістю, а на військово-морській станції мису Доброї Надії — жодного корабля, який міг би відірватися від крейсера «Кенігсберг» з його 23 вузлами. Таким чином, на фоні браку швидкохідних легких крейсерів, британському Адміралтейству доводилося виділяти для пошуку і затримання рейдерів противника досить чималі сили флоту.
9 червня 1915 року Третій морський лорд Адміралтейства Ф. Тюдор направив запит про можливість створення на основі проекту підкласу крейсерів типу «Таун» «Бірмінгем» нового крейсера з потужнішим артилерійським озброєнням, швидкістю не менше 30 вузлів і більшою дальністю плавання. Вже найближчим часом після отримання завдання на проектування на розгляд Ради Адміралтейства були надані кілька ескізних варіантів 9 000-тонного крейсера з різними варіантами стандартного озброєння. В результаті обговорень було вирішено встановити на нових крейсерах 190-мм (7,5-дюймові) морські гармати, котрі непогано зарекомендували себе раніше, як найбільш великокаліберні з усіх швидкострільних, що перебували тоді на озброєнні флоту. Влітку 1915 року проектування крейсера з 7,5-дюймовою артилерією було завершене та затверджене.
Адміралтейство відразу ж виявила бажання побудувати велику кількість таких крейсерів. Але оскільки, згідно проектної калькуляції, вартість корпусу разом із силовою установкою (без урахування вартості обладнання і озброєння) тільки для одного корабля становила 750 000 фунтів стерлінгів, у грудні 1915 року було замовлене лише чотири одиниці крейсерів цього типу. У січні 1916 року до них додали ще одну, замовлену приватній верфі в Ірландії. Головний корабель цього типу був закладений у грудні 1915 року на шотландської приватній верфі в Далмюрі, у зв'язку з чим вся п'ятірка крейсерів отримала позначення «тип Релі», а після безглуздої загибелі цього крейсера в 1922 році — «тип Гокінс». Крейсери отримали назви на честь знаменитих англійських адміралів-мореплавців епохи королеви Єлизавети I, тому існувала ще одна назва цього типу кораблів — «Елизаветинці» (англ. The Elizabethans).

### Будівництво
Крейсери типу «Гокінс» були закладені в 1915—1917 роках, а спущені на воду аж в 1917—1921 роках. Досить тривалі терміни стапельного періоду їх побудови пов'язані з тим, що нові німецькі легкі крейсери так і не з'явилися на океанських комунікаціях, отже і загроза від надводних рейдерів відпала, тому роботи на більшості кораблів цього типу велися вкрай повільними темпами.
Завершення Першої світової війни у 1918 році поставило Королівський флот перед проблемою радикальних скорочень. Гостро постало питання про згортання програм воєнного часу і про відмову від продовження будівництва кораблів, що перебували на стапелі й не досягли достатнього ступеня готовності. Серед таких кораблів опинилися і крейсери типу «Гокінс». Однак, перший час на злам відправили більшу кількість застарілих панцерних і бронепалубних крейсерів (вже в кінці 1919 року для відправки на злам були призначені 89 старих крейсерів), замінюючи їх новішими одиницями крейсерського класу.
Міжнародна обстановка, що склалася до кінця 1921 року, остаточно вплинула на останні сумніви щодо рішення, чи будуть добудовані крейсери цього типу. Таких потужних і швидкохідних крейсерів, як новітні на той час крейсери типу «Гокінс», якнайкраще підходили для виконання завдань оборони морських шляхів у віддалених регіонах світового океану, не було в жодній країні, крім Великої Британії. Тому на конференції у Вашингтоні, що проходила з 12 листопада 1921 до 6 лютого 1922 року, з питань роззброєння, були встановлені як кількісні, так і якісні обмеження для основних класів кораблів (головним чином лінкорів і авіаносців), а також тільки якісні параметри для типів крейсерів. Військово-морські експерти при виробленні еталонних характеристик договірного крейсера з тактико-технічних показників узяли за основу, саме ці вже побудовані крейсери типу «Гокінс».

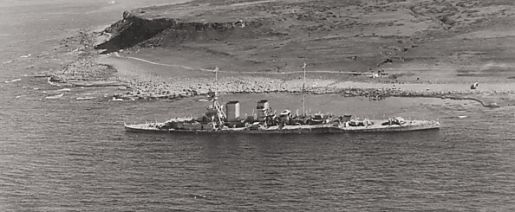
Важкий крейсер «Релі», що наразився на мілину поблизу Лабрадора. 1922

## Дизайн і конструкція
Крейсери типу «Гокінс», яких лише умовно вважали подальшою модернізацією крейсерів типу «Таун», належали до гладкопалубних кораблів з високими бортами й напівбачною конструкцією корпусу, двома високими трубами та двома щоглами. Насправді вони мали дуже мало спільного з крейсерами цього типу, схожість їм надавав хіба що протяжний півбак. Протягом майже двох третин довжини корпус мав подвійне дно, відсіки якого використовувалися для розміщення запасу палива. Прекрасні морехідні якості крейсерів, необхідні їм для проведення далеких океанських походів, забезпечувалися великою висотою надводного борту, що досягала в носі 7,62 м, та, щонайменше на метр перевищувала висоту борту крейсерів типу «Бірмінгем». Щоб зменшити затоплюваність носових гармат, носовий край мав більший розвал напівбаку. Значно краще, ніж на крейсерах попередніх типів, були вирішені питання збереження остійності і плавучості. Завдяки поліпшеному внутрішньому поділу корпусу на водонепроникні відсіки на кораблях без особливого збитку остійності могли бути затоплені будь-які два відсіки.
Крейсери мали такі розміри:
- найбільша довжина — 184,4 м;

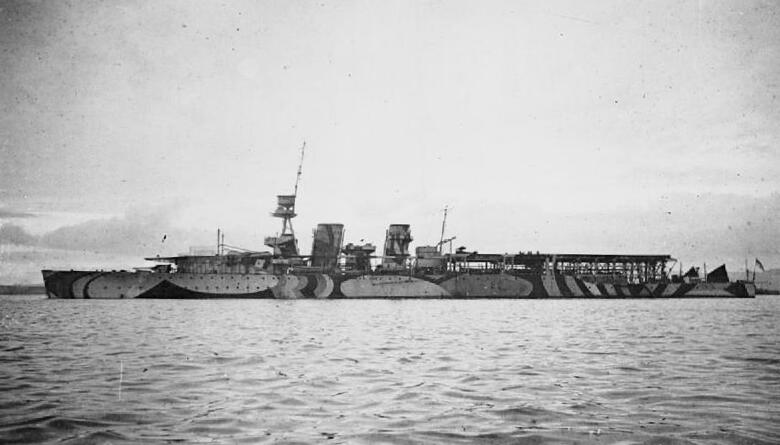
Авіаносець «Віндіктів», переобладнаний з крейсера «Кевендіш»

- довжина між перпендикулярами — 172,2 м;
- ширина — 17,7 м;
- найбільша ширина (по булях) — 19,8 м
- середня осадка при нормальній водотоннажності — 5,3 м;
- середня осадка при повному навантаженні — 5,9 м.

Під час введення до строю стандартна водотоннажність крейсерів типу «Гокінс» офіційно визначалася в 9 800 т (9 750 т), а повна — в 12 190 т. Проте, в процесі служби у зв'язку з численними модернізаціями і посиленням озброєння водотоннажність кораблів зростала. Так, у 1929 році після часткової модернізації силової установки крейсера «Гокінс» його повна водотоннажність становила вже 12 820 т, а в 1945 році — 13 160 т.

### Силова установка
Головна енергетична установка мала чотирьохвальну паротурбінну установку, яка складалася з чотирьох турбоагрегатів, розміщених у двох машинних відділеннях. Кожен агрегат складався з турбіни високого та низького тиску, які з'єднувалися з турбіною крейсерського ходу та з одним з гребних гвинтів. Турбіни приводилися в дію парою від 12 водотрубних котлів вугільно-нафтового опалення. Робочий тиск пари — 16,5 атм.
Проектна потужність становила 60 000 к.с., що мало забезпечити максимальну швидкість ходу в 30 вузлів. Проте, незважаючи на проектні розрахунки, кораблі не могли подолати вищезазначеної швидкості на ходових випробуваннях. Тільки після модернізації енергетичної установки, крейсери змогли подолати бар'єр у 30 вузлів. Запас палива крейсерів відповідно до проекту становив 1000 тонн нафти та 860 тонн вугілля, що забезпечувало дальність ходу 5 400 миль (10 000 км) 14-вузловим ходом. Екіпаж корабля становив 712 офіцерів та матросів.

## Озброєння
Корабельна артилерія головного калібру важких крейсерів «Гокінс»: сім 190-мм (7,5-дюймових) морських гармат BL 7.5-inch Mk VI з глибокими щитами в баштах типу СР Mk.V. Башти розміщувалися в діаметральній площині корабля, ще дві — по бортах. Максимальний кут піднесення +30°. Гармати мали дальність стрільби 19 300 м. Маса снаряда 90,7 кг. Боєзапас становив 150 пострілів на ствол (фугасних типу НЕ та бронебійних типу SAPC).
Допоміжним артилерійським озброєнням на борту крейсерів були 76,2-мм швидкострільні гармати QF 12-pounder 12 cwt з довжиною ствола 50 калібрів та загальною вагою до 915 кг кожна. Маса снаряда 5,5 кг, початкова швидкість — 800 м/с на дальність — понад 12 000 м.
Зенітне озброєння «Гокінс» включало чотири 76,2-мм зенітні гармати QF 3-inch 20 cwt з боєзапасом 300 снарядів. Дальність стрільби гармати становила до 12 300 м при початковій швидкості 5,67-кг снаряду 762 м/с.
Торпедне озброєння складалося з чотирьох однотрубних 21-дюймових (533-мм) торпедних апаратів.

## Список крейсерів типу «Гокінс»
|            | На честь                           | Верф                                  | Закладений     | Спущений на воду | Введений до строю | Статус                                                                                                 |
| ---------- | ---------------------------------- | ------------------------------------- | -------------- | ---------------- | ----------------- | --- |
| «Гокінс»   | Джон Гокінс                        | Chatham Dockyard, Чатем               | 3 червня 1916  | 1 жовтня 1917    | 19 липня 1919     | 1947 році проданий на брухт у Далмюрі                                                                  |
| «Релі»     | Волтер Релі                        | William Beardmore and Company, Далмюр | 4 жовтня 1916  | 28 серпня 1919   | липень 1921       | 8 серпня 1922 року сів на мілину поблизу Лабрадора. У вересні 1926 року підірваний на місці катастрофи |
| «Фробішер» | Мартін Фробішер                    | HMNB Devonport, Девонпорт             | 2 серпня 1916  | 20 березня 1920  | 3 жовтня 1924     | 26 березня 1949 року проданий на брухт у Ньюпорті                                                      |
| «Еффінгем» | Чарльз Говард, 1-й герцог Еффінгем | HMNB Portsmouth, Портсмут             | 2 квітня 1917  | 8 червня 1921    | 9 липня 1925      | 18 травня 1940 року наразився на мілину поблизу Буде; 21 травня затоплений есмінцем «Матабеле»         |
| «Кевендіш» | Томас Кевендіш                     | Harland and Wolff, Белфаст            | 29 травня 1916 | 17 січня 1918    | 1 жовтня 1918     | У червні 1917 року перетворений на авіаносець «Віндіктів». 1946 розібраний на брухт у Блайті           |